# Alfabet anglès
| Alfabet anglès                                                |
|                                                               |
| Una lectura de l'alfabet anglès en una pronunciació britànica |
|                                                               |

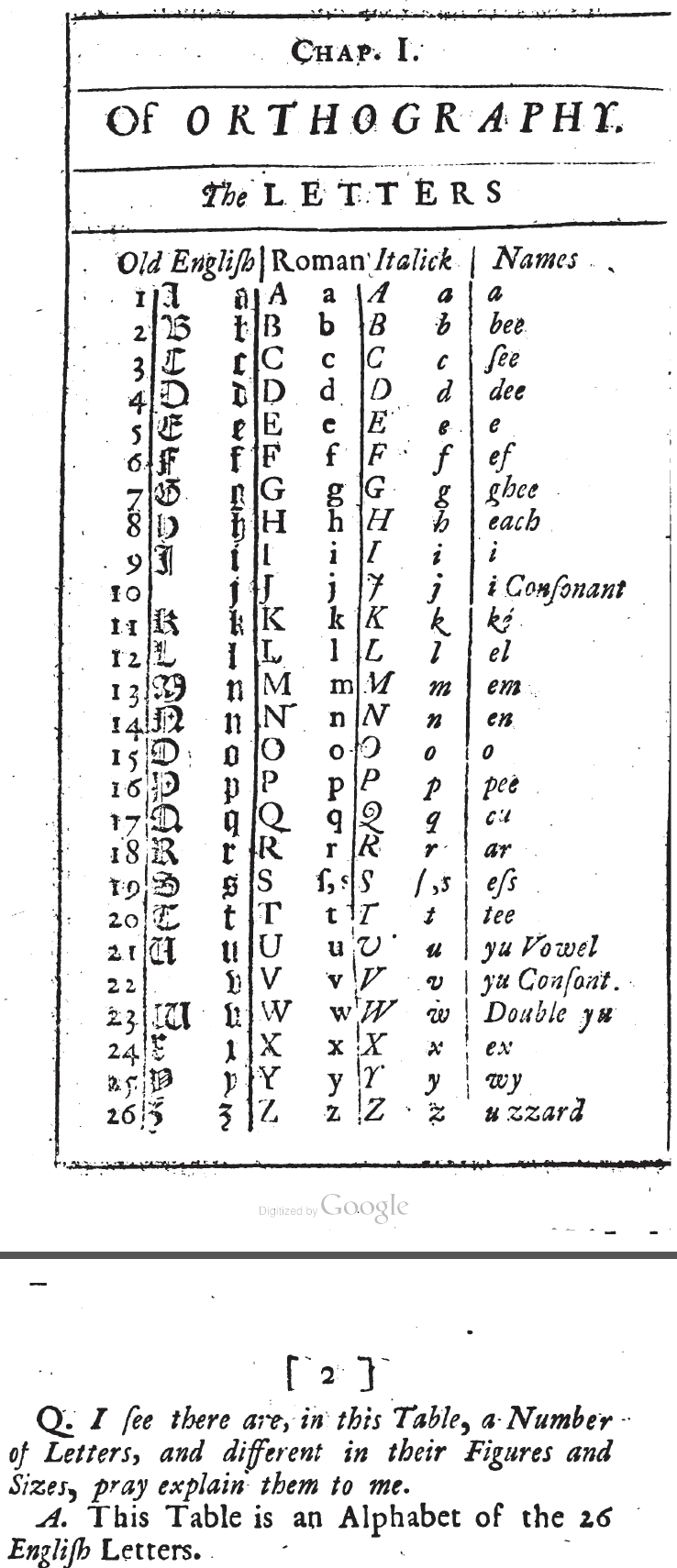
Alfabet anglès en una grafia irlandesa del 1740

L'alfabet anglès modern és la variant de l'alfabet llatí emprada per escriure en llengua anglesa. Consta de les 26 lletres de l'alfabet llatí, tant en majúscules com en minúscules. L'anglès escrit també té diversos dígrafs i multígrafs i té la peculiaritat de ser l'única gran llengua europea sense diacrítics per a paraules natives. Molt ocasionalment, es pot fer ús de dièresi per indicar un hiat, en paraules com coöperation («cooperació»); la revista The New Yorker és un cas cèlebre de fer-ho.
- A a
- B b
- C c
- D d
- E e
- F f
- G g
- H h
- I i
- J j
- K k
- L l
- M m
- N n
- O o
- P p
- Q q
- R r
- S s
- T t
- U u
- V v
- W w
- X x
- Y y
- Z z

## Noms de les lletres

### Lletres modernes
De vegades s'indica el nom de les lletres. Alguns mots compostos, formes derivades i objectes anomenats amb lletres poden ser escrits amb els noms de les lletres. Les grafies que es mostren a continuació són de l'Oxford English Dictionary. Els plurals de noms consonàntics es formen afegint -s o -es. Els plurals de noms vocals afegeixen -es (és ae, ees, ies, oes, ues), però són rars. El més freqüent és utilitzar la mateixa lletra (generalment en majúscula) i no el seu nom, en aquest cas el plural només afegeix -s .
| Lletra | Nom              | Nom      | Pronúncia     | Pronúncia                | Pronúncia               | Pronúncia    | Freqüència |
| Lletra | Anglès modern    | Llatí    | Anglès modern | Llatí                    | Francès antic           | Anglès mitjà | Freqüència |
| ------ | ---------------- | -------- | ------------- | ------------------------ | ----------------------- | ------------ | ---------- |
| A      | a                | ā        | /ˈeɪ/, /ˈæ/   | /aː/                     | /aː/                    | /aː/         | 8.17%      |
| B      | bee              | bē       | /ˈbiː/        | /beː/                    | /beː/                   | /beː/        | 1.49%      |
| C      | cee              | cē       | /ˈsiː/        | /keː/                    | /tʃeː/ > /tseː/ > /seː/ | /seː/        | 2.78%      |
| D      | dee              | dē       | /ˈdiː/        | /deː/                    | /deː/                   | /deː/        | 4.25%      |
| E      | e                | ē        | /ˈiː/         | /eː/                     | /eː/                    | /eː/         | 12.70%     |
| F      | ef               | ef       | /ˈɛf/         | /ɛf/                     | /ɛf/                    | /ɛf/         | 2.23%      |
| F      | eff as a verb    | ef       | /ˈɛf/         | /ɛf/                     | /ɛf/                    | /ɛf/         | 2.23%      |
| G      | gee              | gē       | /ˈdʒiː/       | /ɡeː/                    | /dʒeː/                  | /dʒeː/       | 2.02%      |
| H      | aitch            | hā       | /ˈeɪtʃ/       | /haː/ > /ˈaha/ > /ˈakːa/ | /ˈaːtʃə/                | /aːtʃ/       | 6.09%      |
| H      | haitch           | hā       | /ˈheɪtʃ/      | /haː/ > /ˈaha/ > /ˈakːa/ | /ˈaːtʃə/                | /aːtʃ/       | 6.09%      |
| I      | i                | ī        | /ˈaɪ/         | /iː/                     | /iː/                    | /iː/         | 6.97%      |
| J      | jay              | –        | /ˈdʒeɪ/       | –                        | –                       |              | 0.15%      |
| J      | jy               | –        | /ˈdʒaɪ/       | –                        | –                       |              | 0.15%      |
| K      | kay              | kā       | /ˈkeɪ/        | /kaː/                    | /kaː/                   | /kaː/        | 0.77%      |
| L      | el               | el       | /ˈɛl/         | /ɛl/                     | /ɛl/                    | /ɛl/         | 4.03%      |
| L      | ell as a verb    | el       | /ˈɛl/         | /ɛl/                     | /ɛl/                    | /ɛl/         | 4.03%      |
| M      | em               | em       | /ˈɛm/         | /ɛm/                     | /ɛm/                    | /ɛm/         | 2.41%      |
| N      | en               | en       | /ˈɛn/         | /ɛn/                     | /ɛn/                    | /ɛn/         | 6.75%      |
| O      | o                | ō        | /ˈoʊ/         | /oː/                     | /oː/                    | /oː/         | 7.51%      |
| P      | pee              | pē       | /ˈpiː/        | /peː/                    | /peː/                   | /peː/        | 1.93%      |
| Q      | cue              | qū       | /ˈkjuː/       | /kuː/                    | /kyː/                   | /kiw/        | 0.10%      |
| R      | ar               | er       | /ˈɑr/         | /ɛr/                     | /ɛr/                    | /ɛr/ > /ar/  | 5.99%      |
| R      | or               | er       | /ˈɔr/         | /ɛr/                     | /ɛr/                    | /ɛr/ > /ar/  | 5.99%      |
| S      | ess              | es       | /ˈɛs/         | /ɛs/                     | /ɛs/                    | /ɛs/         | 6.33%      |
| S      | es- in compounds | es       | /ˈɛs/         | /ɛs/                     | /ɛs/                    | /ɛs/         | 6.33%      |
| T      | tee              | tē       | /ˈtiː/        | /teː/                    | /teː/                   | /teː/        | 9.06%      |
| U      | u                | ū        | /ˈjuː/        | /uː/                     | /yː/                    | /iw/         | 2.76%      |
| V      | vee              | –        | /ˈviː/        | –                        | –                       | –            | 0.98%      |
| W      | doble-u          | –        | /ˈdʌbəl.juː/  | –                        | –                       | –            | 2.36%      |
| X      | ex               | ex       | /ˈɛks/        | /ɛks/                    | /iks/                   | /ɛks/        | 0.15%      |
| X      | ex               | ix       | /ˈɛks/        | /ɪks/                    | /iks/                   | /ɛks/        | 0.15%      |
| Y      | wye              | hȳ       | /ˈwaɪ/        | /hyː/                    | ui, gui ?               | /wiː/ ?      | 1.97%      |
| Y      | wye              | hȳ       | /ˈwaɪ/        | /iː/                     | ui, gui ?               | /wiː/ ?      | 1.97%      |
| Y      | wye              | ī graeca | /ˈwaɪ/        | /iː ˈɡraɪka/             | /iː ɡrɛːk/              | /wiː/ ?      | 1.97%      |
| Z      | zed              | zēta     | /ˈzɛd/        | /ˈzeːta/                 | /ˈzɛːdə/                | /zɛd/        | 0.07%      |
| Z      | zee              | zēta     | /ˈziː/        | /ˈzeːta/                 | /ˈzɛːdə/                | /zɛd/        | 0.07%      |

#### Etimologia
Els noms de les lletres són en la seva majoria descendents directes, a través del francès, dels noms llatins i etruscos.
Els desenvolupaments fonològics regulars (en ordre cronològic aproximat) són:
- palatalització davant vocals anteriors del llatí /k/ successivament a /tʃ/, /ts/, i finalment al francès mitjà /s/. Afecta la C.
- palatalització davant de vocals anteriors del llatí /ɡ/ al proto-romanç i al francès mitjà /dʒ/. Afecta la G.
- la llatina /uː/ i la francesa /yː/, es converteixen en anglès mitjà /iw/ i després en anglès modern /juː/. Afecta les lletres Q i U.
- la progressiva evolució de l'anglès /ɛr/ a /ar/. Afecta la R.
- el canvi de totes les vocals llargues en anglès. Afecta A, B, C, D, E, G, H, I, K, O, P, T, i presumiblement Y.

Les formes recents són aitch, un desenvolupament regular de l'acca llatí medieval; jay, una nova lletra presumiblement vocalitzada com la propera kay per evitar confusions amb la gee establerta (l'altre nom, jy, es prenia del francès); vee, una nova lletra anomenada per analogia amb la majoria; doble-u, una nova lletra, autoexplicativa (el nom del llatí V era ū); Wye, d'origen desconegut, però amb un antecedent en el wi del francès antic; izzard, de la frase romànica i zed o i zeto "i Z" que es diu en recitar l'alfabet ; i zee, en americà de zed per analogia amb altres consonants.
Alguns grups de lletres, com pee i bee, o em i en, es confonen fàcilment en la parla, sobretot quan se senten per telèfon o ràdio. Els alfabets per paraules com l'alfabet ortogràfic ICAO, utilitzats per pilots d'avions, policia i altres, estan dissenyats per eliminar aquesta possible confusió donant a cada lletra un nom que sona força diferent de qualsevol altra.

### Amplificador
La lletra anomenada amplificador o et (representada amb el símbol &) a vegades ha aparegut al final de l'alfabet anglès, com en la llista de Byrhtferð de lletres del 1011. i es considerava la lletra 27 de l'alfabet anglès, tal com s'ensenya als nens dels EUA i d'altres llocs. Es pot veure un exemple al llibre The Dixie Primer de MB Moore, de 1863, per a Little Folks. Històricament, la figura és una lligadura per a les lletres Et. En anglès i en molts altres idiomes s'utilitza per representar la paraula i, ocasionalment, la paraula llatina et, com en l'abreviació & c (et cetera).

### Lletres arcaiques
L'anglès antic i mitjà tenien una sèrie de lletres no llatines que s'han deixat d'utilitzar. Aquestes o bé van prendre els noms d'altres anglosaxones equivalents, ja que no hi havia noms llatins a adoptar, o bé (thorn, wyn) eren anglosaxones directament.
- Ae ae /ˈæʃ/, que s'utilitza per a la vocal /æ/, que va desaparèixer de la llengua i després reformat
- D D o eth /ˈɛð/, utilitzat per les consonants /ð/ i /θ/
- Œ œ /ˈɛðəl/, que s'utilitza per a la vocal /œ/ que va desaparèixer de la llengua bastant d'hora
- Th th /ˈθɔrn/, utilitzat per a la consonants /ð/ i /θ/
- Ƿ Ƿ o Wynn /ˈwɪn/, utilitzat per a la consonant /w/ (la lletra 'w' encara no s'havia inventat)
- Ȝ ȝ /ˈjɒɡ/ o /ˈjɒx/, utilitzat per a diversos sons derivats de /ɡ/, com /j/ i /x/ .

## Diacrítics
Les marques diacrítiques més comunes vistes a les publicacions en anglès són les agudes (é), grave (è), circumflex (â, î o ô), accent (ñ), umlaut i dièresis (ü o ï - el mateix símbol s'utilitza per a dos finalitats diferents) i ce trencada (ç).

### Préstecs
Els signes diacrítics apareixen principalment en paraules clau de préstec. L'escriptura informal en anglès acostuma a ometre els diacrítics per la seva absència al teclat, mentre que els redactors professionals i els mecanògrafs acostumen a incloure'ls.
Per simplificació hi ha una tendència a la pèrdua dels diacrítics, com ha passat amb molts préstecs més antics del francès com hotel. Les paraules que encara es perceben com a estrangeres tendeixen a retenir-se. No obstant això, els signes diacrítics es poden mantenir fins i tot en paraules naturalitzades per evitar la confusió amb una paraula comuna nativa anglesa.

### Paraules natives
De vegades, sobretot en l'escriptura més antiga, s'utilitzen diacrítics per indicar les síl·labes d'una paraula. Per a això, è s'utilitza àmpliament en poesia, per exemple, en els sonets de Shakespeare. Per la seva banda, J. R. R. Tolkien utilitza ë, com en la O wingëd crown.
De la mateixa manera, mentre que les lletres -oo- poden representar un so vocal únic (un dígraf), de vegades en representen dues que poden estar marcades amb una dièresi. Aquest ús de la dièresi és poc freqüent, però es troba en algunes publicacions conegudes, com MIT Technology Review i The New Yorker .